# Ґрунтозахисне землеробство
Ґрунтозахисне землеробство — система землеробства, основним завданням якої є захист ґрунту від водної та вітрової ерозії, та збереження фауни і мікробіому ґрунту.
Це комплекс науково обґрунтованих організаційно-господарських, агротехнічних, лісомеліоративних, гідротехнічних та інших заходів, спрямованих на боротьбу з ерозією ґрунту і збереження його родючості.

## Технології та методики
Високоефективною є система плоскорізного обробітку. При полицевій системі на цілинних і перелогових землях ґрунт після розорювання швидко втрачає структурний стан, розпилюється і не може чинити опір руйнівній силі вітру. При ґрунтозахисній системі надійним захистом ґрунту від руйнування вітром є рослинний покрив і збереження на поверхні ґрунту стерні та інших рослинних решток, що можливо лише завдяки застосуванню комплексу плоскорізних ґрунтообробних знарядь.
Важливою складовою ланкою ґрунтозахисної системи є зернопарові чотири-, п'ятипільні сівозміни, де чисті пари займають 20-25 % ріллі. На чистих парах застосовують куліси, посмужний обробіток ґрунту (смуги пару завширшки 100—150 м чергують зі смугами такої самої ширини зернових культур). На полях з легким механічним складом ґрунту ефективним заходом є впровадження ґрунтозахисних сівозмін, у яких при смуговому розміщенні посіви багаторічних трав чергують з посівами однорічних культур.
Ґрунтозахисне землеробство передбачає й будівництво протиерозійних гідротехнічних споруд, лиманне зрошення, здійснення комплексу інших заходів меліорації.
Ґрунтозахисна система поклала кінець прояву вітрової ерозії на сході СРСР на площі близько З0 млн га. В степовій зоні України застосування плоскорізного обробітку та сівби зернових культур стерньовими сівалками є високоефективним заходом захисту ґрунту від вітрової ерозії і підвищення урожайності сільсько-господарських культур.
В умовах загрози водної ерозії ґрунтозахисне землеробство спрямоване на створення глибокого орного шару, проведення обробітку ґрунту впоперек схилу, застосування спеціальних агромеліоративних заходів (обвалування, лункування, переривчасте борознування зябу, щілювання, смугове розміщення культур та ін.).

### Зберігаючий обробіток ґрунту

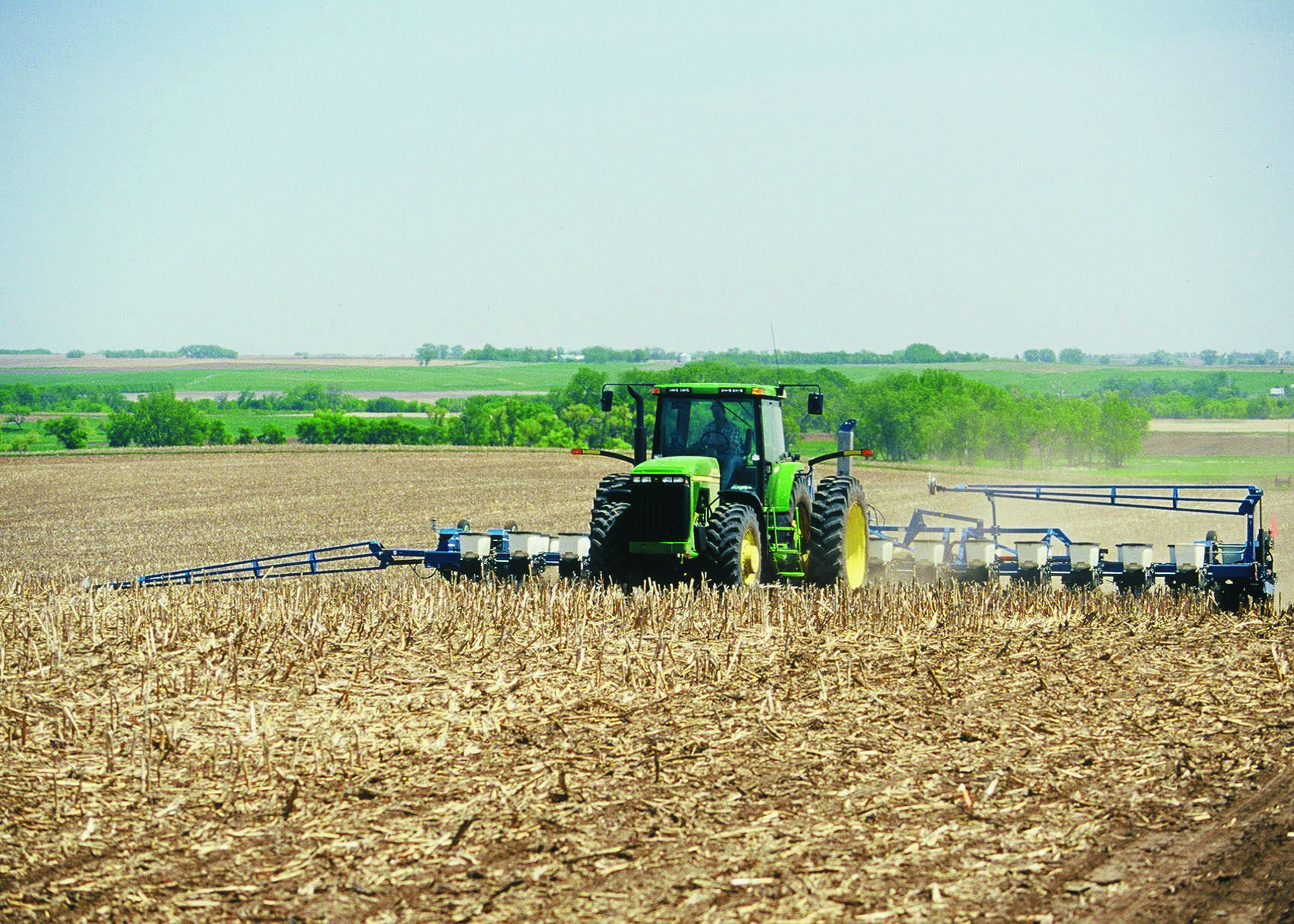
No-till

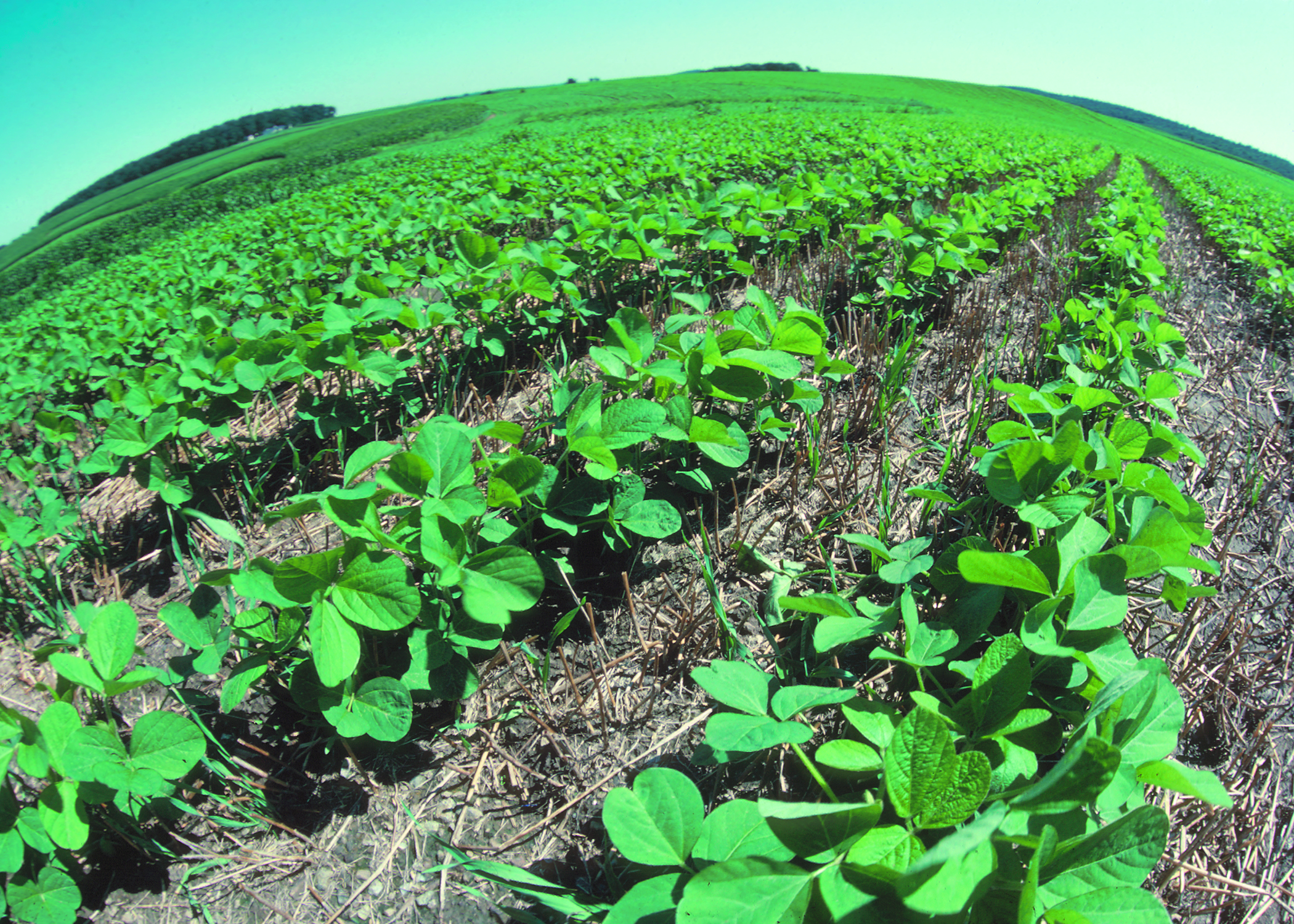
Вирощування сої за системою нульового обробітку грунту (No-till)

Підвищений інтерес до мінімального обробітку ґрунту є результатом зміни економічних умов у рослинництві, а також підвищеним інтересом до процесів відтворення родючості ґрунтів.
- Система нульового обробітку землі, також знана як No-Till, — сучасна система ґрунтозахисного землеробства, за якої висаджування насіння відбувається у необроблений ґрунт шляхом нарізання борозни потрібної ширини і глибини, достатньої для заглиблення насінини. Інші види обробітку не застосовуються. Допускається лише обробіток підпосівного шару у разі його переущільнення, але такий обробіток проводиться спеціальними знаряддями, і надґрунтовий рослинний покрив у цей час не порушується. Обов'язковим елементом нульових технологій обробітку є постійний рослинний покрив з живих або мертвих (стерня або мульча) рослин. Оскільки верхній шар ґрунту не пошкоджується, така система землеробства запобігає водній та вітровій ерозії ґрунтів, а також зберігає екосистеми анаеробних мікроорганізмів ґрунту, значно краще зберігає воду, покращує родючість, біорізноманіття, зменшує викиди CO2 в атмосферу і зменшує витрати виробництва.[2]

- Технологія Mini-till – це безплужна система обробітку ґрунту, яка складається лише з мінімального поверхневого обробітку ґрунту (без перевертання скиби), що передбачає змішування тільки його поверхневих шарів. Ця технологія зберігає структуру ґрунту, запобігає розпаду гумусу, зберігає мікро- та мезофауну та умови для їх розвитку, а також зменшує ущільнення, покращує пружність та водний баланс, захищає від ерозії і забезпечує швидкий та якісний процес нітріфікації.[3]

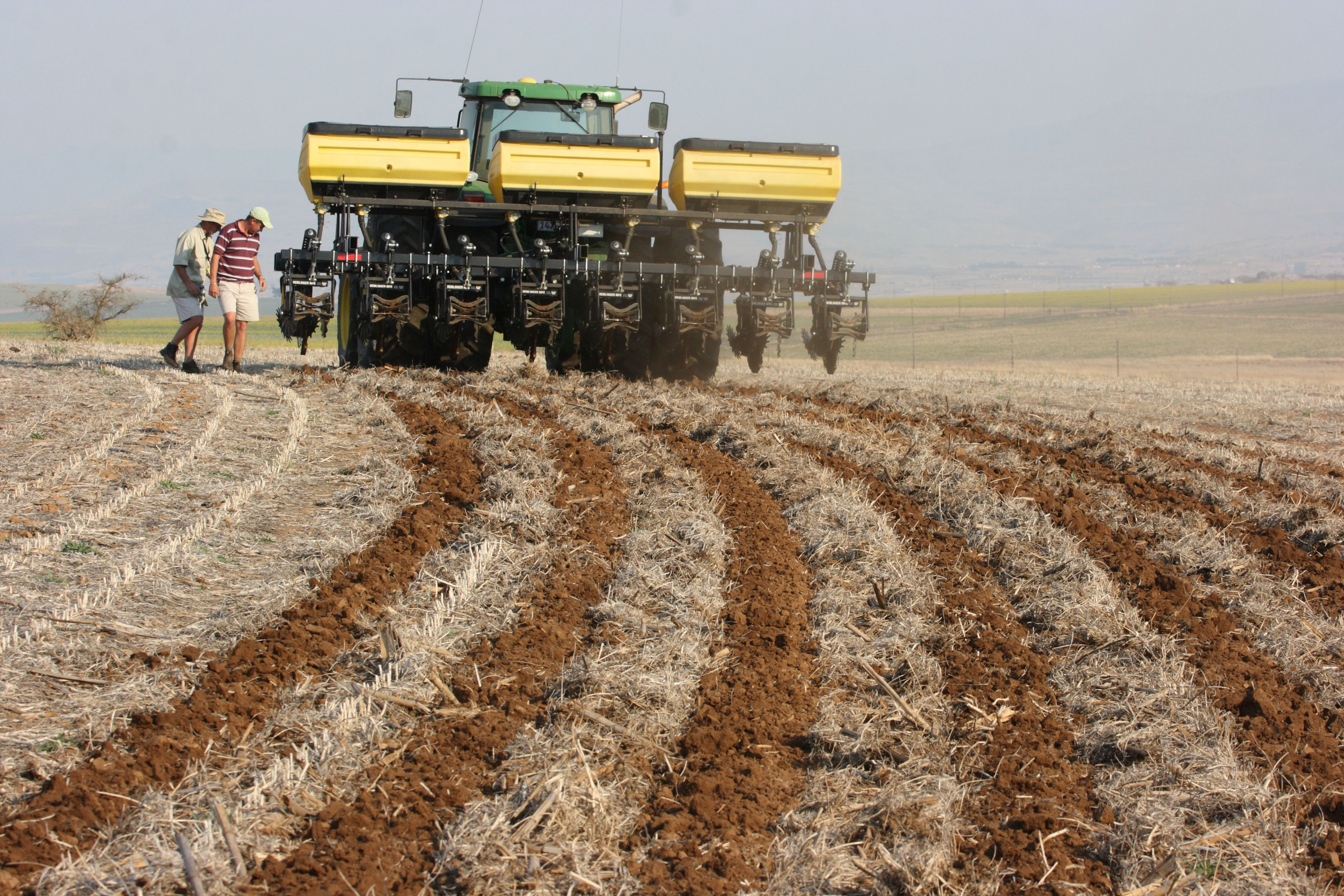
Strip-till

- Технологія Strip-till — це спосіб обробки, що передбачає нарізання ґрунту смугами. Водночас вносяться органічні добрива в підкореневий шар. Грунт між рядками залишається незайманим. Для досягнення максимальної ефективності проводиться восени.

Окрім того, використання легших за велику техніку сільськогосподарських роботів може зменшити ущільнення ґрунту.

### Інші технології
- технології зі зниженим застосуванням агрохімікатів (low-input) — головним чином пестицидів, особливо під час вирощування найбільш розповсюдженої культури — озимої пшениці;
- інтегрована підтримувальна система (integrated maintaining farming) — у середньому близько 50 % фунгіцидів і гербіцидів, 40 % інсектицидів і 20 % мінеральних добрив порівняно зі стандартними величинами;
- пряма сівба (direct sowing) — сівба безпосередньо у необроблений ґрунт. Відрізняється від нульової технології тим, що періодично переривається оранкою або поверхневим обробітком;
- консервативне землеробство (conservation agriculture) — технології землекористування, що спрямовані на максимально можливе збереження біорізноманіття, складу і властивостей ґрунту, захист від деградаційних процесів (ерозії, втрати гумусу, переущільнення тощо)[5]

## Перший безплужний обробіток в Україні
Вчений агроном, Афанасій Пилипович Устименко, заслужений агроном УРСР. Головний агроном колгоспу «Маяк» Дніпропетровської області, з групою ентузіастів, самостійно розробив спосіб — безплужний обробіток землі. У колгоспі було проведено такий експеримент, 39 гетарів поля № 6, що на території третього механзаводу, обробили безплужним способом — з одного боку, а іншу частину поля, підготовку якої до засіву вели з допомогою плуга з передплужником, засіяли кукурудзою на зерно. Результат урожайність на 39 гектарах досягла 50,1 ц/га в той час як на останніх ца цифра становила 47,3 ц/га.
Безплужний обробіток. У хід ідуть плоскорізи та дискові знаряддя. Афанасій Пилипович Устименко розробив так звані комплексні агрегати, до складових частин яких увійшли: плоскоріз, борона та котки. З їх допомогою ведеться підготовка під посів озимих культур, багаторічних трав, кукурудзи на силос і стерньових попередників. Всі площі, які йдуть під посів озимих, за винятком чорного пару, обробляються поверхневим способом без оранки.